# Mihail Siskin
Mihail Pavlovics Siskin, oroszul: Михаил Павлович Шишкин (Moszkva, 1961. január 18. –) orosz-svájci író, az egyetlen szerző, aki elnyerte az Orosz Booker-díjat (2000), az Orosz Nemzeti Bestseller-díjat (2005) és a Nagy Könyv díjat (2010). Könyveit 30 nyelvre fordították le. Németül is ír.

## Életrajza
Mihail Siskin Moszkvában született 1961. január 18-án Irina Georgijevna Siskina orosz irodalomtanár és Pavel Mihajlovics Siskin mérnök konstruktőr gyermekeként. 1977-ben Siskin az 59-es középiskolában végzett, Moszkva Arbatról elnevezett központi kerületében.
A Moszkvai Állami Pedagógiai Intézet elvégzése után, ahol Siskin németül és angolul tanult, útmunkásként, utcaseprőként, újságíróként, iskolai tanárként és fordítóként dolgozott.
1995-ben családi okok miatt Svájcba költözött. Zürichben dolgozott a Bevándorlási Osztályon, és kifejezetten menekültekkel foglalkozott, mint orosz és német fordító. Svájci állampolgársággal rendelkezik.
Siskin meghívást kapott vendégprofesszorként a lexingtoni Washington és Lee Egyetemre (2007 és 2009 őszi szemeszter). 2011 óta családjával a Bázel melletti kis faluban, Kleinlützelben él.
2012 és 2013 között a berlini DAAD Artists-in-Berlin Program vendége volt. Európa és az Egyesült Államok egyetemeinek és kulturális alapítványainak gyakori vendégelőadója, valamint számos országban gyakori előadó a televízióban és a rádióban.
Siskin publikált cikkeket a The New York Times-ban, a The Wall Street Journal-ban, a The Guardian-ban, a Le Monde-ban, a The Independent-ben, és más médiában.

## Irodalmi munkássága
Ugyanabban az évben jelent meg első regénye, az One Night Befalls Us All (Omnes una manet nox) / Всех ожидает одна ночь a Знамя-ban. Később ez a regény Записки Ларионова (Larionov jegyzetei) címmel jelent meg. Első publikációi felkeltették az irodalomkritikusok figyelmét, és Siskin megkapta az év legjobb debütálásáért járó díjat. Fred Kaplan a Boston Globe-ban Mihail Siskint „Moszkva egyik legelismertebb fiatal regényírójának” nevezte.
1999-ben a Znamja kiadta Siskin áttörést jelentő regényét, a Взятие Измаила-t (Izmail elfoglalása). 2000-ben a regény elnyerte az év legjobb orosz regényének járó Russian Booker-díjat. A Независимая газета (Független Újság) ezt írta: „Egy gyönyörű, erőteljes és lenyűgöző könyv, amely mérföldkő lesz nemcsak az orosz irodalom történetében, hanem az orosz öntudat fejlődésében is.”]
Az új országba költözés tapasztalata arra ösztönözte Siskint, hogy megírja a Русская Швейцария (Orosz Svájc) című nem fikciós irodalomtörténeti kalauzt. 1999-ben a zürichi PANO-Verlagban jelent meg (orosz nyelven). Ezt a könyvet lefordították németre és franciára, és megkapta Zürich kanton díját (Werkbeitrag des Kantons Zürich 2000).
2002-ben a zürichi Limmat Verlag kiadta Siskin német nyelven írt könyvét, Montreux-Missolunghi-Astapowo, Auf den Spuren von Byron und Tolstoi (Montreux–Meszolóngi–Asztapovo: Byron és Tolsztoj nyomában, egy irodalmi séta a Genfi-tótól a Berni-Alpokig), amely megkapta Zürich irodalmi díját (Werkjahr der Stadt Zürich 2002).
2005-ben Siskin kiadta a Maidenhair (Венерин Волос, Árvalányhaj) című regényt, amely 2005-ben megkapta a National Bestseller díjat 2005-ben és a Nagy Könyv díjat 2006-ban. Majja Kucserszkaja, egy kritikus a következőképpen jellemezte Siskin regényét: "A Vénuszhaj egy nagyszerű regény egy szóról és egy nyelvről, amely puhává és engedelmessé válik a Mester kezében. Bármilyen más valóságot képes létrehozni, amely lenyűgözőbb és hitelesebb lesz, mint a való világ. A szó és a tény, a valóság és az emberi nyelvre való fordítás közötti szakadék a belső feszültség igazi melegágya a regényben." A Moscow News kijelentette: „Az író megpróbálja összekapcsolni a XX. század nyugati irodalmának vívmányait és a verbális technika iránti szeretetét az orosz irodalom humanista természetével. Új regénye a legfontosabb témáról szól: hogyan lehet legyőzni a halált szeretettel.”
A 2012-ben az Open Letter kiadónál angol fordításban megjelent regényt a kritikusok nagyra értékelték. Daniel Kalder a The Dallas Morning News-ban kijelentette: „Röviden, a Maidenhair a legjobb posztszovjet orosz regény, amit olvastam. Egyszerűen fogalmazva, ez az igazi irodalom, olyan jelenség, amellyel túl ritkán találkozunk bármely nyelven.” Boris Dralyuk azt írta a The Times Literary Supplement-ben, hogy "Siskin csodálatos műveltsége, könnyed megfogalmazása és az általános játékra való hajlam művészetének szembetűnő összetevői... Ezek a tulajdonságok valóban szövetségesek Nabokovval, csakúgy, mint az írott szó erejébe vetett hite: " A történet a kéz, te pedig a kesztyű. A történetek megváltoztatnak, akár a kesztyűk. Meg kell értened, hogy a történetek élőlények."
2010-ben a moszkvai ASZT kiadónál megjelent a Письмовник (Levélregény) című regény. Ezzel elnyerte a fő orosz irodalmi díjat, a "Большая книга"-t - a szerző megkapta a Nagy Könyvdíj fődíját (2011), és megnyerte az olvasói szavazást.
A Levélregény angol fordítása The Light and the Dark címmel jelent meg 2013-ban Quercus Kiadónál. A The Wall Street Journal méltatta a szerzőt: "Siskin úr megalkotta a valóság és a fantázia, a történelem és a mesék, valamint a magányos szükségletek és az örömteli vigasztalás elbűvölő főzetét." A Monocle kijelentette: "Legújabb regénye, a Fény és a sötétség zseniális fordításban ékes bizonyítéka annak, hogy a nagy orosz irodalom nem halt meg Dosztojevszkijjel. A próza lapidáris, a történelem és a jelen megidézése borotvaéles. Csodálatos könyv: tele van csodával." A The Sunday Times Siskint olyan írónak nevezte, „aki lenyűgözően érzi a bőr alatti koponyát”.
A New York Times Book Review Siskint "büszke szentimentalistaként írta le. (A szinkronizált cinizmusért és szentimentalizmusért járó aranyérmet mindig Oroszország kapja.)" A The Guardian ezt írta: „Mindkét regény a sokrétű valóság megjelenítésére törekszik, és néha elviselhetetlen intenzitás tapasztalható, ahogy a metaforák kisarjadnak és tekerednek. A Maidenhair lélegzetvétele a The Light and the Dark-ban mérhető ragyogássá válik; Siskin küldetésének sürgőssége elhalványul.” Ha az élet nem változik szavakká, nem lesz semmi. „...Siskin írása egyszerre filozófiailag ambiciózus és érzékileg specifikus.”
2015-ben a Deep Vellum Publishing  kiadta a Calligraphy Lesson: The Collected Stories című kiadványt. Michael Orthofer a Complete Review-ban a könyvet így minősítette: "ideális bevezetés Siskinhez és munkájához". Jacob Kiernan (New Orleans Review) kritikus szerint „a gyűjtemény művészien felépített, empatikus mesékből áll a ciklonikus idők közepén élő emberekről.” Caroline North a Dallas Observerben ezt írta: „Bár a Calligraphy Lesson történetei átitatódnak az orosz történelemmel, és kifejezetten orosz hangvételűek, sok filozófiai probléma, amellyel foglalkoznak, túlmutat nyelven és határokon – ezek egyetemes problémák, és ez a fordítás bátran és sikeresen vállalja őket.”
Mihail Siskin műveinek fordításai számos nemzetközi díjat kaptak, köztük a 2007-es Grinzane Cavour-díjat (Olaszország) a Capelvenere-ért (a Maidenhair olasz fordítása), a 2005-ös év legjobb külföldi könyvének járó francia irodalmi díjat – Prix du Meileur Livre Étranger (Esszé) Párizsban és a Nemzetközi Berlini Díj (Haus der Kulturen der Welt) Nemzetközi Irodalmi Díja a 2011-es év legjobb külföldi regényének, Venushaar (a Leányhaj német fordítása).
Egy interjúban az összes díjáról kérdezték, Siskin így válaszolt: „Soha egyetlen díj sem tett jobbá egy könyvet.” Úgy tekint kritikai teljesítményére, mint "bizonyítékra, hogy helyesen tettem, hogy nem kötök kompromisszumot."
2019-ben Siskin kiadott egy digitális könyvet: Tote Seelen, lebende Nasen. Eine Einführung in die russische Kulturgeschichte (Holt lelkek, élő orrok. Bevezetés az orosz kultúra történetébe) (német nyelven), 16 esszéből és 400 megjegyzésből álló gyűjtemény képekkel, zenékkel és videókkal. A NZZ ezt „a digitális projektet a könyvkultúra fejlődésének új szintjeként” méltatta. Siskin ezt a könyvet egy interjúban „az orosz kultúra nagyon személyes enciklopédiájának” nevezte.
Siskin összes regényét színházi drámákba adaptálták Oroszországban.

## Irodalmi stílusa
Prózáját például így dicsérték: „Siskin nyelve csodálatosan világos és tömör. Anélkül, hogy archaikusnak hangzana, Tolsztoj és Dosztojevszkij feje fölött (akiknek kapcsolata az orosz nyelvvel gyakran kellemetlen volt) eljut Puskin hagyományáig.” ] Azt mondja: „Bunyin megtanított arra, hogy ne kössek kompromisszumot, és továbbra is higgyek önmagamban. Csehov átadta az emberiesség érzését – hogy a szövegedben nem lehetnek teljesen negatív szereplők. Tolsztojtól pedig megtanultam, hogy ne féljek a naivitástól.”
Siskin az írási folyamatot a vérátömlesztéssel hasonlítja össze: „Az élet legfontosabb esszenciáját megosztom olvasómmal. De azonos vércsoporttal kell rendelkeznünk.”

## Politikai nézetei
Siskin nyíltan ellenzi a jelenlegi orosz kormányt, és élesen bírálja Vlagyimir Putyin bel- és külpolitikáját, beleértve a Krím 2014-es annektálását is.
2013-ban lemondott Oroszország képviseletéről az Egyesült Államokban megrendezett Book Expón. Mihail Siskin nyílt levelében kijelentette:

„Egy ország, ahol a hatalmat egy korrupt, bűnöző rezsim ragadta magához, ahol az állam a tolvajok piramisa, ahol a választások bohózattá váltak, ahol a bíróságok a hatóságokat szolgálják, nem a törvényt, ahol politikai foglyok vannak, ahol az állami televízió egy prostituálttá vált, ahol csalók falkái őrült törvényeket hoznak, amelyek mindenkit visszavisznek a középkorba – ilyen ország nem lehet az én Oroszországom. Egy másik Oroszországot akarok és fogok képviselni, az én Oroszországomat, egy olyan országot, amely mentes a csalóktól, egy olyan országot, amelynek állami szerkezete az egyén jogát védi, nem a korrupcióhoz való jogot, egy országot, ahol szabad a média, szabad választások vannak és az emberek szabadok.”

Ellenezte a 2022-es orosz inváziót Ukrajnában, és azt írta a The Guardian-ben, hogy „Putyin szörnyű bűnöket követ el a népem, a hazám nevében és az én nevemben”, és azt mondta, hogy „Putyin Oroszországában lehetetlen levegőt venni. Túl erős a bűz a rendőr csizmájából.”

## Díjak és kitüntetések
- 1993-ban az év legjobb debütálásáért járó díj[41]
- 2000 Russian Booker Prize(wd), The Taking of Izmail
- 2005 Prix du Meilleur Livre Étranger(wd) (Essay)
- 2006 Big Book Award, Maidenhair
- 2006. évi Nemzeti Bestseller-díj,[42] Maidenhair
- 2007 Grinzane Cavour Prize(wd),[30] Capelvenere (a „Maidenhair” olasz fordítása)
- 2011 Big Book Award, Pismovnik
- 2011 International Literature Award(wd), Maidenhair (német fordítás)
- 2013 Best Translated Book Award(wd), szűkített lista, Maidenhair[43]
- 2022 Premio Strega Europeo(wd) Olaszországban a Pismownik (Punto di fuga, a The Light and the Dark olasz fordítása).[44]

## Válogatott bibliográfia
Fikció
- Урок каллиграфии, (Kalligráfia-lecke) novella (1993)
- Всех ожидает одна ночь, (Omnes una manet nox, Egy éjszaka mindenkire vár) regény (1993)
- Слепой музыкант, (Vak zenész) novella (1994)
- Взятие Измаила, (Izmail elfoglalása) regény (1999)
- Спасенный язык, (A megmentett nyelv') esszé (2001)
- Венерин Волос, (Árvalányhaj) regény (2005)
- Письмовник, (Levélregény) regény (2010)
- Пальто с хлястиком, (A hátsó pántos kabát) esszék és novellák (2017)

Non-Fiction
- Русская Швейцария, (Orosz Svájc) irodalmi és történelmi útikönyv (1999)
- Буква на снегу. Три эссе. Роберт Вальзер, Джеймс Джойс, Владимир Шаров (Betű a havon. Három esszé. Robert Walser, James Joyce, Vlagyimir Sarov(wd)) (2019)

Német nyelven írt könyvek[
- Montreux-Missolunghi-Astapowo, Auf den Spuren von Byron und Tolstoi, (Montreux–Meszolóngi–Asztapovo, Byron és Tolsztoj nyomában, irodalmi séta a Genfi-tótól a Berni-Alpokig(wd)) esszégyűjtemény (2002).
- Tote Seelen, lebende Nasen. Eine Einführung in die russische Kulturgeschichte., (Holt lelkek, élő orrok. Bevezetés az orosz kultúra történetébe) Multimédiás digitális könyv. Petit-Lucelle Publishing House, Kleinlützel, 2019, ISBN 978-3-033-07082-0.
- Frieden oder Krieg. Russland und der Westen – eine Annäherung., (Háború vagy béke. Oroszország és a Nyugat. Egy megközelítés) Fritz Pleitgennel(wd) együtt. Ludwig Verlag, München 2019, ISBN 978-3-453-28117-2.

Angol fordítások'
- Maidenhair / Венерин Волос, Open Letter, 2012, tr. Marian Schwartz. ISBN 978-1-934824-36-8
- The Light and the Dark / Письмовник, Quercus(wd), 2013, tr. Andrew Bromfield. ISBN 978-1-623650-46-9
- Calligraphy Lesson: The Collected Stories, Deep Vellum, 2015, tr. Marian Schwartz, Leo Shtutin, Mariya Bashkatova, Sylvia Maizell. ISBN 978-1-941920-03-9
- Tolstoy and the Death: in Tolstoy and Spirituality, Academic Studies Press, 2018, tr. Marian Schwartz. ISBN 978-1618118707

### Magyarul
- Levélregény (Письмовник) – Cartaphilus, Budapest, 2012 · ISBN 9789632662473 · Fordította: Földeák Iván

## Fordítás
- Ez a szócikk részben vagy egészben  a   Mikhail Shishkin (writer) című angol Wikipédia-szócikk fordításán alapul.  Az eredeti cikk szerkesztőit annak laptörténete sorolja fel. Ez a jelzés csupán a megfogalmazás eredetét és a szerzői jogokat jelzi, nem szolgál a cikkben szereplő információk forrásmegjelöléseként.